# أل ماكلين (سياسي)
أل ماكلين هو سياسي كندي، ولد في 20 مارس 1937 في باري في كندا. نشط حزبياً في حزب أونتاريو المحافظ التقدمي. وقد انتخب عضو برلمان مقاطعة أونتاريو ‏.